# Сігюрб'єдн Ейнарссон
Сігюрб'єдн Ейнарссон (ісл. Sigurbjörn Einarsson; 30 червня 1911, Рейк'явік — 28 серпня 2008, Рейк'явік) — ісландський священник, письменник і поет, єпископ Ісландії з 1959 до 1981 рік. Батько Кадля Сігюрб'єдссона, тринадцятого єпископа Ісландії (1998—2012).

## Біографія
Сігюрб'єдн Ейнарссон народився у садибі Еврі-Стейнсмірі у Медальланді у Вестюр-Скабтафедльссіслі 30 червня 1911 року у сім'ї фермера Магнуса Крістіна Ейнара Сігюрфіннссона (ісл. Magnús Kristinn Einar Sigurfinnsson) та домогосподарки Ґісльрун Сігюрбергсдоттір (ісл. Gíslrún Sigurbergsdóttir).
У 1931 році він закінчив середню школу у Рейк'явіку, потім вступив до Упсальського університету, де вивчав загальне релігієзнавство, класичну археологію й історію, у 1936 році здобув ступінь бакалавра. Після чого Сігюрб'єдн вивчав грецьку мову, археологію та історію у Стокгольмському університеті, у 1936 році здобув ступінь доктора філософії. Він повернувся до Ісландії, де навчався на богословському факультеті в Університеті Ісландії та здобув ступінь доктора богослов'я у 1938 році. Сігюрб'єдн навчався у постдокторантурі в Уппсальському університеті у 1939 році, у Кембриджському університеті у 1945 (богослов'я) і в Базелі у 1947-48 роках.
У 1938 році його висвятили на священника, він служив парафіяльним священником у Брейдбоульстадірі на Скоугарстренді. У січні 1941 року став священником у Гадльґрімскірк'ї, де служив до 1944 року, доки не отримав призначення доцента кафедри богослов'я на богословському факультеті в Університеті Ісландії. У 1949—1959 роках він був професором богослов'я в Університеті Ісландії. У 1959 році його висвятили на єпископа Ісландії, він змінив на цій посаді Аусмюндюра Ґвідмюндссона. Восени 1989 року він залишив цю посаду, а його наступником став П'єтюр Сігюргейрссон.
Після того, як Сігюрб'єдн пішов з посади єпископа Ісландії, він продовжував іноді служити в церкві, викладав на богословському факультеті, писав вірші та богословські трактати.
З 1948 року Сігюрб'єдн входив до правління Ісландського біблійного товариства та очолював його у 1959-81 роках. Він був членом правління Екуменічної ради північних країн у 1959-81 роках, головою комітету з перекладу Нового Завіту у 1962—1981 роках і входив до ради Всесвітньої лютеранської федерації у 1964-68 роках. Під час Другої світової війни Сігюрб'єдн був одним із трьох членів спеціального ісландського комітету, який обговорював статус жінок, які вступали у статеві стосунки із солдатами американських окупаційних військ. У 1961 році його обрали почесним доктором богослов'я університету Ісландії та у 1975 році — Вінніпезького університету. У 1978 році він став почесним членом Асоціації священників Ісландії, з 1981 року — Асоціації ісландських письменників та Ісландського біблійного товариства з 1982 року.
З 1933 року Сігюрб'єдн був одружений з Магне Торкельсдоттір (ісл. Magnea Þorkelsdóttir; пом. 10 квітня 2006) і мав вісім дітей: Ґісльрун (вчитель), Раннвейг (медсестра), Торкедль (композитор), Аудні Бергюр (парафіяльний священник, пом. 2005), Ейнар (професор Університету Ісландії), Кадль (єпископ Ісландії), Б'єдн (парафіяльний священник у Данії, пом. 2003), Гюннар (економіст).

## Творчість
Сігюрб'єдн написав і переклав безліч творів, зокрема книги «Релігія людства» (ісл. Trúarbrögð mannkyns), «Об'явлення Івана — пояснення» (ісл. Opinber Jóhannesar - skýringar), «Біографія Альберта Швейцера» (ісл. Ævisaga Alberts Schweitzer), «У твоїй благодаті» (ісл. Meðan þín náð), «Перед Богом» (ісл. Helgar og hátíðir), «Перед Богом» (ісл. Coram Deo), «Вихідні та свята» (ісл. Haustdreifar), «Жінки та Христос» (ісл. Konur og Kristur), «Рана та перлина» (ісл. Sárið og perlan), «Слово хреста на рубежі століть» (ісл. Orð krossins við aldahvörf) та підручники з історії релігії та релігійної психології. Він також опублікував численні статті, проповіді та релігійні трактати, складав та перекладав вірші та церковні гімни.